# François Pieter ter Meulen
François Pieter ter Meulen (Bodegraven, 9 maart 1843 – Den Haag, 10 juni 1927) was een Nederlandse schilder. Hij is bekend geworden door schilderijen van heidelandschappen met schapen. Naast schilder was hij ook tekenaar en aquarellist. Ter Meulen wordt gerekend tot de navolgers van de Haagse School.

## Biografie
Ter Meulen heeft les gehad van onder anderen Anton Mauve en Hendrikus en Julius van de Sande Bakhuyzen. Zelf gaf Ter Meulen schilderles aan zijn neef Jan Tiele. Ter Meulen wordt in enkele van de brieven van Vincent van Gogh genoemd. In een van die brieven spreekt Van Gogh zijn bewondering uit voor enkele schilderijen met schapen van Ter Meulen.
Ter Meulen werkte - naast zijn woonplaatsen Amsterdam, Bodegraven en Den Haag - zeer regelmatig in Elspeet, waar hij samen met zijn vriend Herman Johannes van der Weele de Veluwse natuur schilderde.
Werk van Ter Meulen is onder andere te vinden in de collecties van het Rijksmuseum, Teylers Museum, Stedelijk Museum Amsterdam, Gemeentemuseum Den Haag en Noord-Veluws Museum. Ter Meulen was lid van Pulchri Studio en Arti et Amicitiae. Van 1910 tot 1914 was hij voorzitter van Pulchri. Ter Meulen heeft zich in die functie onder andere ingezet voor het plaatsen van een monument ter herdenking van Jacob en Willem Maris in Den Haag. In 1910 ontving hij de Medaille 1e Klasse op de Wereldtentoonstelling van Brussel.

### Familie
Ter Meulen was een telg uit het geslacht Ter Meulen en een zoon van de Bodegraafse loodwitfabrikant Jan ter Meulen (1809-1895) en de Haarlemse uitgeversdochter Christina Henriette Bohn (1806-1892). In 1879 werd hij door het huwelijk van zijn zus de zwager van de bibliothecaris dr. Pieter Anton Tiele (1834-1889), ouders van Jan Tiele. Hij trouwde in 1881 met burgemeestersdochter Augusta Wijnaendts (1846-1930), telg uit het geslacht Wijnaendts, met wie hij twee zonen kreeg, onder wie dr. Jacob ter Meulen (1884-1962), bibliothecaris van het Vredespaleis en voorzitter van de Nederlandsche Vereeniging van Bibliothecarissen.

## Galerij

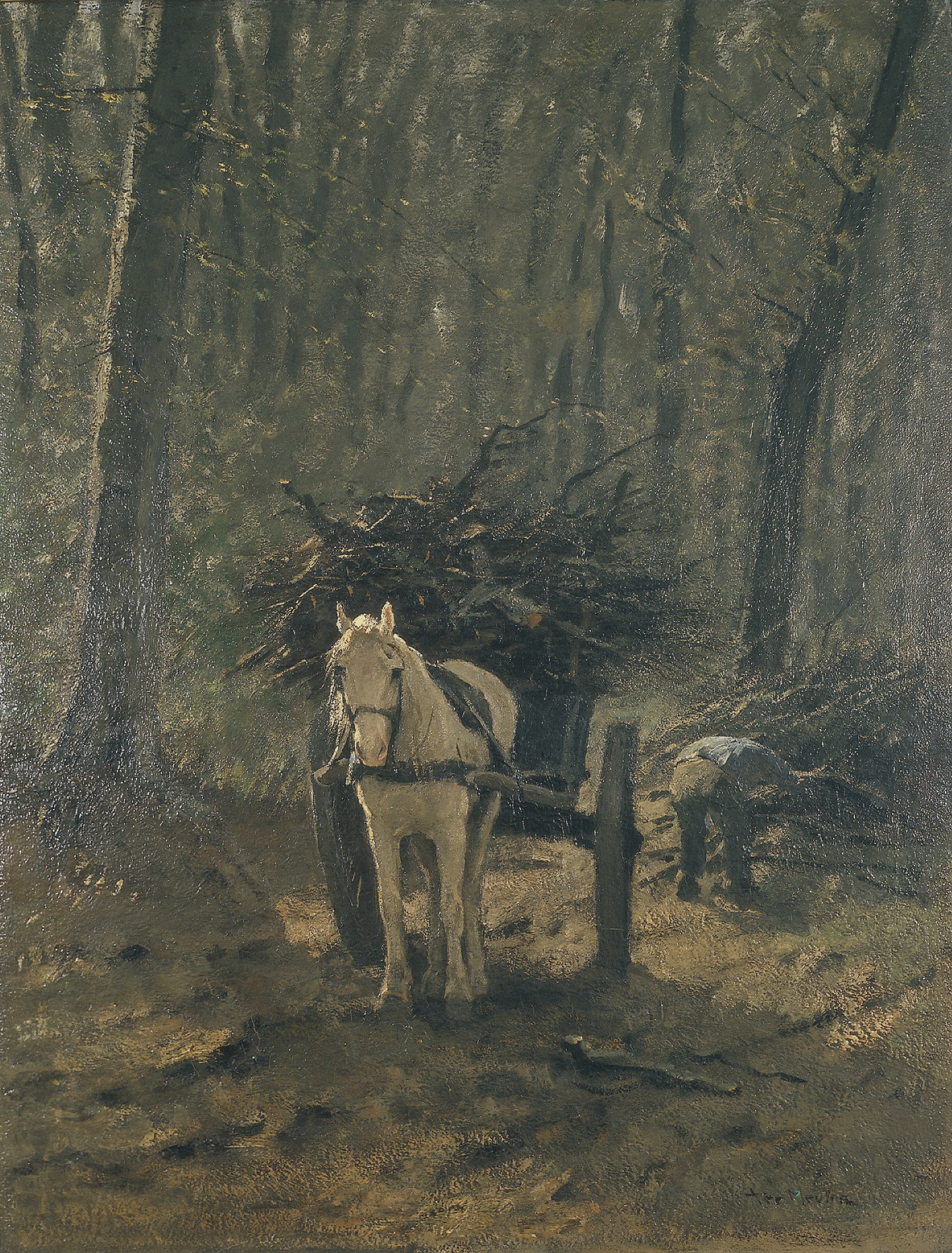
In het bos
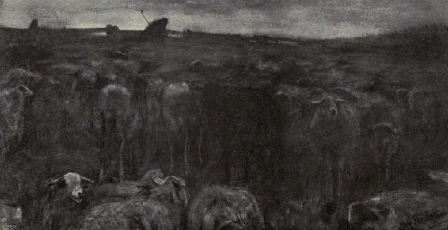
Schapen in Drenthe
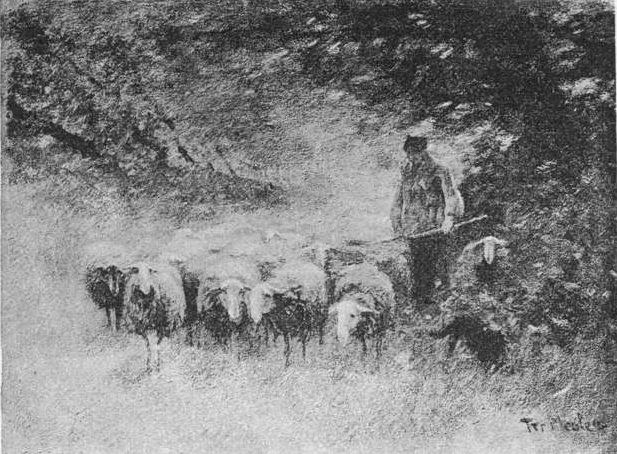
Schapen (Tentoonstellings-catalogus Glaspalast München 1890)
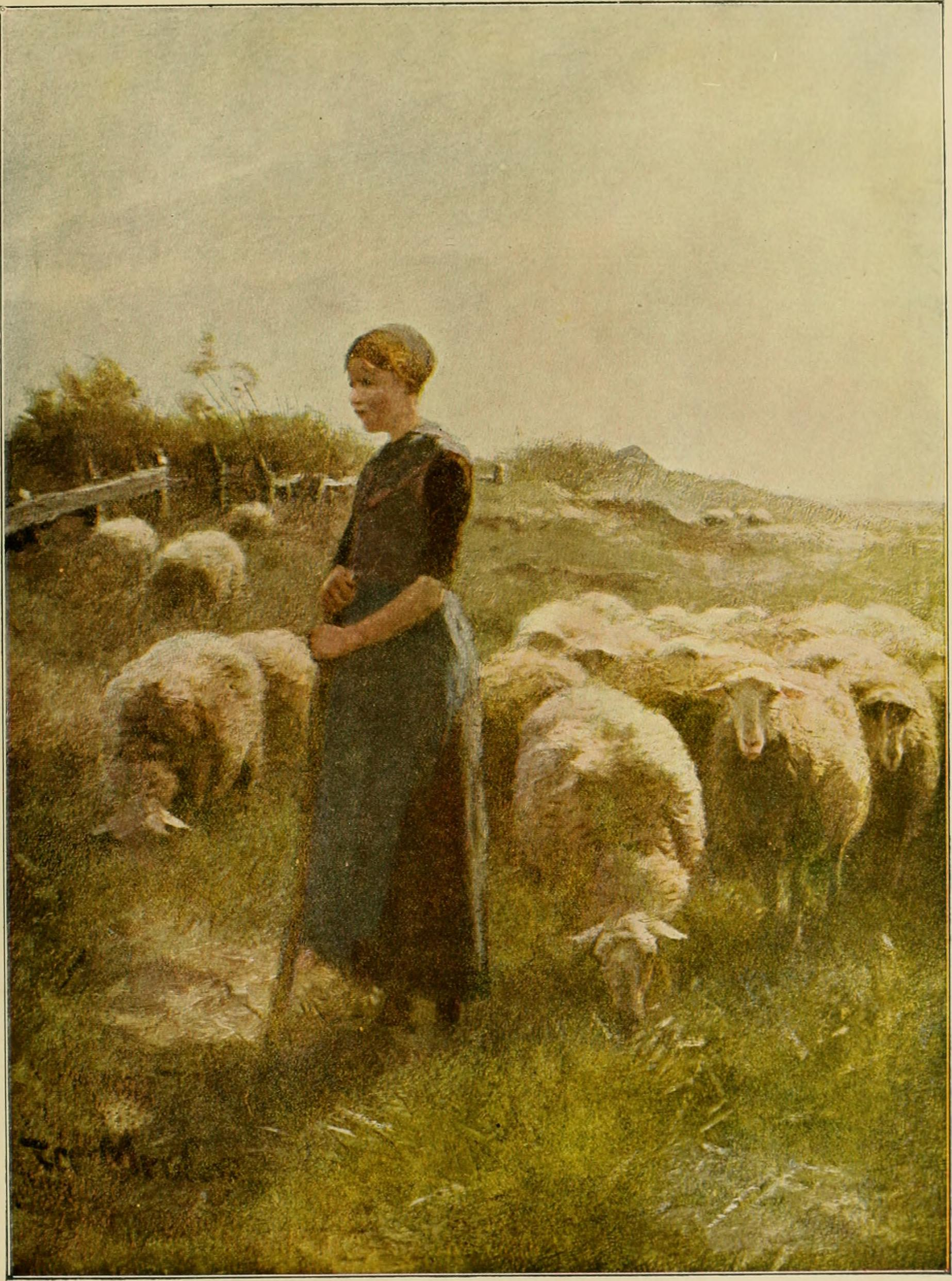
Schapen